# Zhydachiv
Zhydachiv (em ucraniano:  Жидачів) é uma cidade da Ucrânia, situada no Oblast de Leópolis. Tem 13 km² de área e sua população em 2020 foi estimada em 10.672 habitantes.